# Хайджар, Митрэ
Митра Хайджар (перс. میتراجاار‎; род. 4 февраля 1977 года, Мешхед, Иран) — иранская киноактриса. Она получила различные награды, в том числе Кристальный Симорг, в дополнение к трем номинациям на премию Хафеза, премию празднования Иранского кино и премию Ассоциации кинокритиков и писателей Ирана.

## Карьера
Хаджар начала сниматься в фильме «Странно» режиссера Ахмада Амини. Она также снялась в телесериалах, в первую очередь в «Молодом полицейском». Она участвовала в театральном шоу «Дядя Ваня» во Франции. В 2005 году она уехала из Ирана во Францию, а затем отправилась в Америку учиться режиссуре. Она прожила за границей 3 года, а также сыграла в эпизоде американского шоу «Смит». Она получила номинацию на лучшую женскую роль второго плана за фильм «Долгое прощание». Хаджар была названа лучшей актрисой в своем фильме «Поперечная кость».

## Избранная фильмография
- Крик, 1999
- Родился под знаком Весов, 2001
- Протест, 2000
- Убийство бешеных Собак, 2001
- Тегеранские ночи 2001
- Рокхсаре, 2002
- Ядовитый гриб, 2002
- Розовый, 2003
- Альхазали — Алхимик счастья, 2004
- Незваный гость, 2002
- Неудачник, 2002
- Беглец, 2003
- Преступление, 2004
- Это зима, 2006
- Секреты, 2007
- Это не песня о любви, 2007
- Охотник, 2010
- Анахита, 2010
- Без матери, 2022